# نادي الهلال السعودي موسم 2006–07
موسم نادي الهلال السعودي لكرة القدم 2006-07 الذي يعتبر الموسم التاسع والأربعين في مسيرة نادي الهلال السعودي منذ تأسيسه 1957 , يعتبر نسخة الواحد والثلاثين من الدوري السعودي الممتاز منذ انطلاقته تحت مسمى كأس دوري خادم الحرمين الشريفين. وآخر بطولة دوري تلعب بنظام المربع الذهبي، تحت إشراف المدرب جوزيه بيسيرو حتى 08 يناير 2007، عقب فوز الهلال على القادسية بهدفين مقابل هدف واحد ضمن مباريات الجولة الثالثة للمجموعة الثانية لكأس الأمير فيصل بن فهد تحت 23 سنة وتصدره مجموعته برصيد 7 نقاط، بالإضافة إلى تصدر الفريق بطولة الدوري السعودي منفردا برصيد 32 نقطة وبفارق ثلاث نقاط عن الوحدة صاحب المركز الثاني، ولكن تراجع نتائج الفريق في مباريات الدور الثاني للبطولة أدت إلى إتخاذ قرار الإقالة حيث خاض الفريق 3 مباريات تعادل في اثنين مع الخليج ومع الوحدة، وخسر في واحدة أمام الحزم بهدفين نظيفين ليفقد سبع نقاط كاملة في ثلاث مباريات. وتم إسناد المهمة لمدرب اللياقة البرازيلي «لويس» لحين الانتهاء من توقيع العقد مع المدرب الجديد
في 29 يناير 2007 أنهى الأمير محمد بن فيصل رئيس نادي الهلال التعاقد مع المدرب البرازيلي تونينهو سيريزو للاشراف على الفريق الأول لكرة القدم، والذي سيصل إلى مدينة دبي يوم الأربعاء برفقة مدير أعماله ومساعد المدرب وسيتم استخراج التأشيرة الخاصة بالدخول للمملكه العربيه السعودية من السفارة السعودية في دولة الإمارات يوم الخميس وسيكون موعد وصوله إلى مدينة الرياض يوم الجمعة، وستكون مباراة الاتفاق يوم الاربعاء 07 فبراير مهمته الرسمية الأولى. لم تمر 3 أشهر حتى أعلنت إدارة نادي الهلال السعودي رسميا إقالة المدرب البرازيلي سيريزو الذي لم يكمل عامه الأول مع فريق كرة القدم في النادي واسندت المهمة مؤقتا إلى المحلي عبد اللطيف الحسيني لحين الإتفاق النهائي مع مدرب المنتخب السعودي المقال ماركوس باكيتا والذي سبق له الإشراف على الهلال لموسمين وحقق معه 6 بطولات محلية.
على صعيد آخر قاد المدرب الوطني عبد اللطيف الحسيني تمارين الفريق الكروي الأول بنادي الهلال لأول مرة، وذلك بعد إقالة المدرب البرازيلي (سيريزو)، وافتقرت التمارين إلى الجوانب اللياقية التكتيكية واختار الحسيني (محمد الدعيع، حسن العتيبي، فهد الشمري، أحمد خليل، خالد شراحيلي، فهد المفرج، خالد العنقري، أحمد الحربي، مشاري البشير، طارق التائب، عبد العزيز الهليل، فهد مبارك، محمد الشلهوب، أحمد الجري، رودريغو، سلطان السعود، بدر الخراشي، ياسر إلياس، عبد الله الزوري، سامي الجابر) وذلك للانضمام لمعسكر الفريق لملاقاة الطائي في المباراة الجولة 18 من دوري.
اتفقت إدارة الهلال في 30 مارس 2007 مع مدرب المنتخب السعودي السابق البرازيلي «ماركوس باكيتا» لتولي مهام تدريب الفريق الأول إلى نهاية الموسم، بعد إقالة المدرب السابق «سيريزو».وتبقى الاتفاق مع «باكيتا» على مدة العقد حيث اشترط التوقيع معه حتى نهاية الموسم القادم فيما ترغب الإدارة الهلالية بتكليفه إلى نهاية الموسم، لتكون هذه العودة الثانية حيث اشرف باكيتا على الفريق الهلالي خلال الموسمين الماضيين وحقق معه كأس الدوري وكأس ولي العهد وكأس الأمير فيصل بن فهد وكأس مكافحة الإرهاب، ومن ثم تعاقد معه اتحاد الكرة للإشراف على المنتخب السعودي وتولى قيادته في كأس العالم.
في نهاية مسابقة الدوري تصدر نادي الهلال سلم الترتيب بحصاده 53 نقطة بفارق 5 نقاط عن أقرب منافس له قبل أن يتوج نادي الاتحاد باللقب في المباراة النهائي التي جمعت بينهما في 1 يونيو 2007 على ملعب الملك فهد الدولي بمدينة الرياض
في 8 يناير 2007 ألغت إدارة نادي الهلال عقد مدرب الفريق الكروي الأول البرتغالي بيسيرو، رغم صدارته لبطولة الدوري يشار إلى أنه تولى تدريب الهلال في نهاية شهر مايو 2006 واستمر بتدريبه لثمانية أشهر قبل أقالته بشكل مفاجئ رغم تصدره المركز الأول في مسابقة الدوري السعودي.

## تشكلية الفريق الأول
ملاحظة: تشير الأعلام إلى المنتخب الوطني على النحو المحدد في قواعد الأهلية للفيفا. قد يحمل اللاعبون أكثر من جنسية واحدة غير تابعة للفيفا.
| الرقم | البلد    | المركز | اللاعب                 |
| ----- | -------- | ------ | ---------------------- |
| 1     | السعودية | حارس   | محمد الدعيع            |
| 3     | البرازيل | مدافع  | مارسيلو تفاريس         |
| 17    | السعودية | مدافع  | فهد المفرج             |
| 15    | السعودية | مدافع  | خالد العنقري           |
| 19    | السعودية | مدافع  | عبد العزيز الخثران     |
| 13    | السعودية | وسط    | عمر الغامدي            |
| 6     | السعودية | وسط    | خالد عزيز              |
| 10    | السعودية | وسط    | محمد الشلهوب           |
| 14    | ليبيا    | وسط    | طارق التايب            |
| 8     | البرازيل | مهاجم  | رودريغو ألفلين (إعارة) |
| 20    | السعودية | مهاجم  | ياسر القحطاني          |

| الرقم | البلد    | المركز | اللاعب                 |
| ----- | -------- | ------ | ---------------------- |
| 29    | السعودية | مدافع  | ماجد المرشدي           |
| 33    | السعودية | مدافع  | عبد العزيز العبدالسلام |
| 5     | السعودية | وسط    | عبد اللطيف الغنام      |
| 27    | السعودية | وسط    | سلطان البرقان          |
| 15    | السعودية | وسط    | خالد العنقري           |
| 26    | السعودية | مهاجم  | محمد العنبر            |
| 11    | السعودية | وسط    | نواف التمياط           |
| 18    | السعودية | مهاجم  | أحمد الصويلح           |
| 9     | السعودية | مهاجم  | سامي الجابر            |
| 25    | السعودية | حارس   | حسن العتيبي            |
| 22    | السعودية | حارس   | فهد الشمري             |

### ترتيب جدول الدوري السعودي الممتاز
|   | الفريق      | لعب | ف  | ت | خ | له | عليه | ف.أ | النقاط |
| - | ----------- | --- | -- | - | - | -- | ---- | --- | ------ |
| 1 | الهلال      | 22  | 17 | 2 | 3 | 38 | 15   | +23 | 53     |
| 2 | الاتحاد (C) | 22  | 15 | 3 | 4 | 52 | 25   | +27 | 48     |
| 3 | الوحدة      | 22  | 14 | 5 | 3 | 41 | 25   | +16 | 47     |
| 4 | الشباب      | 22  | 14 | 2 | 6 | 45 | 27   | +18 | 44     |

#### ملخص نتائج الموسم
| شامل | شامل | شامل | شامل | شامل | شامل | شامل | شامل | على أرضه | على أرضه | على أرضه | على أرضه | على أرضه | على أرضه | خارج أرضه | خارج أرضه | خارج أرضه | خارج أرضه | خارج أرضه | خارج أرضه |
| لعب  | ف    | ت    | خ    | أ.ل  | أ.ع  | ف.أ  | ن    | ف        | ت        | خ        | أ.ل      | أ.ع      | ف.أ      | ف         | ت         | خ         | أ.ل       | أ.ع       | ف.أ       |
| ---- | ---- | ---- | ---- | ---- | ---- | ---- | ---- | -------- | -------- | -------- | -------- | -------- | -------- | --------- | --------- | --------- | --------- | --------- | --------- |
| 22   | 17   | 2    | 3    | 38   | 15   | +23  | 53   | 10       | 1        | 0        | 25       | 5        | +20      | 7         | 1         | 3         | 13        | 10        | +3        |

آخر تحديث: 1 يونيو 2007.

مصدر: جدول الدوري

### نتائج بالجولة
فوز
  تعادل
  خسارة
| جولة    | 1 | 2 | 3 | 4 | 5 | 6 | 7 | 8 | 9 | 10 | 11 | 12 | 13 | 14 | 15 | 16 | 17 | 18 | 19 | 20 | 21 | 22 |
| الملعب  | H | A | H | A | H | A | H | A | H | A  | H  | A  | H  | A  | H  | A  | H  | A  | H  | A  | H  | A  |
| ------- | - | - | - | - | - | - | - | - | - | -- | -- | -- | -- | -- | -- | -- | -- | -- | -- | -- | -- | -- |
| النتيجة | W | L | W | W | W | W | W | W | W | W  | W  | D  | D  | L  | W  | W  | W  | W  | W  | W  | W  | L  |
| المركز  | 1 | 3 | 3 | 2 | 2 | 2 | 2 | 1 | 1 | 1  | 1  | 1  | 1  | 1  | 1  | 1  | 1  | 1  | 1  | 1  | 1  | 1  |

## مباريات
جميع الأوقات بالتوقيت المحلي, ت ع م+03:00 (ت ع م+03:00).
  فوز
  تعادل
  خسارة
  مؤجل
| 14 سبتمبر 2006 1 | الهلال | 3–0   | الخليج | الرياض                        |
| 20:45            |        | تقرير |        | الملعب: ملعب الملك فهد الدولي |

| 20 سبتمبر 2006 2 | الوحدة | 2–1   | الهلال              | مكة المكرمة                   |
| 18:45            |        | تقرير | عبد الله الجمعان 2' | الملعب: ملعب الملك عبد العزيز |

| 29 سبتمبر 2006 3 | الهلال | 1–0   | الحزم | الرياض                          |
| 18:35            |        | تقرير |       | الملعب: ملعب الأمير فيصل بن فهد |

| 4 أكتوبر 2006 4 | الاتفاق | 0–1   | الهلال | الدمام                          |
| 20:00           |         | تقرير |        | الملعب: ملعب الأمير محمد بن فهد |

| 29 أكتوبر 2006 5 | الهلال | 2–1   | الاتحاد | الرياض                        |
| 18:35            |        | تقرير |         | الملعب: ملعب الملك فهد الدولي |

| 4 نوفمبر 2006 6 | الفيصلي | 0–1   | الهلال | المجمعة                                 |
| 17:50           |         | تقرير |        | الملعب: ملعب مدينة الملك سلمان الرياضية |

| 9 نوفمبر 2006 7 | الهلال | 3–2   | الطائي | الرياض                          |
| 20:00           |        | تقرير |        | الملعب: ملعب الأمير فيصل بن فهد |

| 23 نوفمبر 2006 8 | القادسية | 0–1   | الهلال | الدمام                          |
| 18:25            |          | تقرير |        | الملعب: ملعب الأمير محمد بن فهد |

| 3 ديسمبر 2006 9 | الهلال                   | 2–1   | النصر     | الرياض                        |
| 18:25           | القحطاني 4' · التايب 72' | تقرير | هارون 15' | الملعب: ملعب الملك فهد الدولي |

| 7 ديسمبر 2006 10 | الأهلي | 2–3   | الهلال                                                   | جدة                                                   |
| 20:15            |        | تقرير | مارسيلو تفاريس 54' · القحطاني 74' · عبد الله الجمعان 86' | الملعب: استاد الأمير عبد الله الفيصل الحكم: مسفر شريف |

| 14 ديسمبر 2006 11 | الهلال                                 | 4–0   | الشباب | الرياض                          |
| 20:00             | الشلهوب 6' · القحطاني 32' · التايب 70' | تقرير |        | الملعب: ملعب الأمير فيصل بن فهد |

| 20 ديسمبر 2006 12 | الخليج | 0–0   | الهلال | الدمام                          |
| 18:35             |        | تقرير |        | الملعب: ملعب الأمير محمد بن فهد |

| 25 ديسمبر 2006 13 | الهلال | 0–0   | الوحدة | الرياض                          |
| 18:35             |        | تقرير |        | الملعب: ملعب الأمير فيصل بن فهد |

| 3 يناير 2007 14 | الحزم | 2–0   | الهلال | الرس                |
| 20:30           |       | تقرير |        | الملعب: استاد الحزم |

| 7 فبراير 2007 15 | الهلال            | 2–1   | الاتفاق                 | الرياض                          |
| 20:35            | القحطاني 47' (63) | تقرير | عبد الرحمن القحطاني 38' | الملعب: ملعب الأمير فيصل بن فهد |

| 16 فبراير 2007 16 | الاتحاد | 1–2   | الهلال | جدة                                  |
| 20:35             |         | تقرير |        | الملعب: استاد الأمير عبد الله الفيصل |

| 11 مارس 2007 17 | الهلال | 2–0   | الفيصلي | الرياض                          |
| 20:35           |        | تقرير |         | الملعب: ملعب الأمير فيصل بن فهد |

| 31 مارس 2007 18 | الطائي | 0–2   | الهلال                  | حائل                                  |
| 18:35           |        | تقرير | التايب 6' · رودريقو 32' | الملعب: ملعب الجبلين الحكم: خليل جلال |

| 26 مارس 2007 19 | الهلال      | 3–0   | القادسية | الرياض                        |
| 17:55           | 12.' السعود | تقرير |          | الملعب: ملعب الملك فهد الدولي |

| 15 أبريل 2007 20 | النصر | 0–1   | الهلال | الرياض                        |
| 20:00            |       | تقرير |        | الملعب: ملعب الملك فهد الدولي |

| 30 أبريل 2007 21 | الهلال | 3–0   | الأهلي | الرياض                        |
| 20:15            |        | تقرير |        | الملعب: ملعب الملك فهد الدولي |

| 04 مايو 2007 22 | الشباب | 3–1   | الهلال | الرياض                        |
| 20:30           |        | تقرير |        | الملعب: ملعب الملك فهد الدولي |

### نهائي كأس دورى خادم الحرمين الشريفين
كافة بتوقيت محلية، ت ع م+03:00 (ت ع م+03:00).
| 1 يونيو 2007 النهائي | الهلال          | 1–2   | الاتحاد                           | الرياض                                                                  |
| 21:00                | 24' عمر الغامدي | تقرير | أسامة المولد 75' · المنتشري 90+4' | الملعب: ملعب الملك فهد الدولي الحضور: 56,000 الحكم: جان فيغريف (هولندا) |

### كأس ولي العهد
بدأ الهلال البطولة مباشرة إلى دور ال 16، باعتبارها واحدة من نهائي العام الماضي. كافة بتوقيت محلية، ت ع م+03:00 (ت ع م+03:00).
| 22 فبراير 2007 دور ستة عشر | الهلال                              | 2–1   | الوحدة                           | الرياض                        |
| 20:10                      | المفرج 83' · رودريغو 74' 54' (ض.ج.) | تقرير | 8' (ض.ج.) الشمراني · 23' الهزاني | الملعب: ملعب الملك فهد الدولي |

| 29 أبريل 2016 ربع النهائي | الهلال                                          | 2–0 (ب.و.إ.) | الحزم         | الرياض                        |
| 20:10                     | تفاريس 20' · التايب 90' · سامي الجابر 120' 115' | تقرير        | 35' يوسف رشيد | الملعب: ملعب الملك فهد الدولي |

| 18 مارس 2007 ذهاب نصف نهائي | الأهلي                                                            | 2–0   | الهلال                                  | جدة                                  |
| 20:10                       | بدرة 23' (ض.ج.) · هزازي 28' · معاذ 42' · الثقفي 52' · قمامدية 58' | تقرير | 22' عزيز · 25' عمر الغامدي · 82' تفاريس | الملعب: استاد الأمير عبد الله الفيصل |

| 7 أبريل 2007 إياب نصف نهائي | الهلال                                               | 1–1   | الأهلي                                          | الرياض                        |
| 20:10                       | التايب 7' · الخثران 53' · تفاريس 90' · أحمد خليل 92' | تقرير | درويش 13' · معاذ 41' · هزازي 71' · عبدالغني 88' | الملعب: ملعب الملك فهد الدولي |

### المجموعة ب
| الفريق      | لعب | فوز | تعادل | خسارة | له | عليه | ف.أ | النقاط |
| ----------- | --- | --- | ----- | ----- | -- | ---- | --- | ------ |
| الهلال      | 4   | 2   | 2     | 0     | 5  | 1    | +4  | 8      |
| باختاكور    | 4   | 2   | 0     | 2     | 3  | 5    | −2  | 6      |
| الكويت      | 4   | 0   | 2     | 2     | 2  | 4    | −2  | 2      |
| استقلال (*) | 0   | 0   | 0     | 0     | 0  | 0    | 0   | 0      |

(*) استقلال استبعد لعدم تقديم قائمة لاعبيه في الوقت المناسب.

#### مرحلة المجموعات
| 7 مارس 2007 ذهاب    | الهلال      | 1–1     | الكويت      | الرياض، السعودية                                                                  |
| 18:30 (ت ع م+03:00) | رودريغو 16' | (تقرير) | فهد عوض 90' | الملعب: ملعب الملك فهد الدولي الحضور: 50,000 الحكم: صبح الدين محمد صالح (ماليزيا) |

| 11 أبريل 2007 ذهاب  | باختاكور | 0–2     | الهلال                        | طشقند، أوزبكستان                                                        |
| 14:30 (ت ع م+03:00) |          | (تقرير) | عمر الغامدي 54' · رودريغو 59' | الملعب: ملعب باختاكور المركزي الحضور: 10,000 الحكم: جونجي هوانغ (الصين) |

| 25 أبريل 2007 إياب  | الهلال                 | 2–0     | باختاكور | الرياض، السعودية                                                                |
| 14:30 (ت ع م+03:00) | رودريغو 30' 90' (ض.ج.) | (تقرير) |          | الملعب: ملعب الملك فهد الدولي الحضور: 40,000 الحكم: لي غي يونغ (كوريا الجنوبية) |

| 9 مايو 2007 إياب    | الكويت | 0–0     | الهلال | مدينة الكويت، الكويت                                              |
| 14:30 (ت ع م+03:00) |        | (تقرير) |        | الملعب: ملعب نادي الكويت الحضور: 7,000 الحكم: جاسم كريم (البحرين) |